# Skarpsås
Skarpsås är en sås som består av kokt och rå äggula, senap, lätt vispad grädde eller gräddfil samt vinäger. Ibland smaksätts såsen med till exempel dill, gräslök eller andra örtkryddor.
Skarpsås serveras kall, i synnerhet tillsammans med lax, sill eller annan fisk, men den serveras också till rökt eller rimmat kött eller till sallader.